# MTV Video Music Awards 1995
Die Verleihung der MTV Video Music Awards 1995 fand am 7. September 1995 statt. Verliehen wurde der Preis an Videos, die vom 16. Juni 1994 bis zum 15. Juni 1995 ihre Premiere hatten. Die Verleihung fand in der Radio City Music Hall, New York City, New York statt. Moderator war Dennis Miller.
Gewinner des Abends waren die beiden Bands TLC und Weezer, die insgesamt vier Moonmen erhielten. Waterfalls von TLC gewann den Hauptpreis Video of the Year. Bei den Nominierungen dominierte das Michael Jackson/Janet-Jackson-Duett Scream, das ganze elf Nominierungen erhielt, unter anderem in allen sieben professionellen Kategorien. Für das Duett erhielten die beiden Künstler insgesamt drei Moonmen.
1995 markierte das erste Jahr, in dem die Kategorien Video of the Year und Viewer's Choice nicht deckungsgleich waren. Vorher war es gängige Praxis, diese beiden Kategorien parallel zu füllen. Jedoch gewann Waterfalls dennoch beide Kategorien.
Bei der Post-Show kam es zu einer merkwürdigen Szene als Kurt Loder Madonna interviewte und Courtney Love sie plötzlich mit Gegenständen aus ihrer Handtasche bewarf. Loder lud die offensichtlich zugedröhnte Love anschließend zum Interview ein.

## Nominierte und Gewinner
Die jeweils fett markierten Künstler zeigen den Gewinner der Kategorie an.

### Video of the Year
TLC – Waterfalls
- Green Day – Basket Case
- Michael Jackson and Janet Jackson – Scream
- Weezer – Buddy Holly

### Best Male Video
Tom Petty – You Don’t Know How It Feels
- Chris Isaak – Somebody’s Crying
- Elton John – Believe
- Lucas – Lucas with the Lid Off

### Best Female Video
Madonna – Take a Bow
- Des’ree – You Gotta Be
- PJ Harvey – Down by the Water
- Annie Lennox – No More I Love You’s

### Best Group Video
TLC – Waterfalls
- Green Day – Basket Case
- The Rolling Stones – Love Is Strong
- Stone Temple Pilots – Interstate Love Song

### Best New Artist in a Video
Hootie & the Blowfish – Hold My Hand
- Jeff Buckley – Last Goodbye
- Des'ree – You Gotta Be
- Filter – Hey Man, Nice Shot
- Portishead – Sour Times (Nobody Loves Me)

### Best Metal/Hard Rock Video
White Zombie – More Human than Human
- Green Day – Basket Case
- Meat Puppets – We Don’t Exist
- Stone Temple Pilots – Interstate Love Song

### Best R&B Video
TLC – Waterfalls
- Boyz II Men – Water Runs Dry
- Michael Jackson und Janet Jackson – Scream
- Jade – 5-4-3-2 (Yo! Time Is Up)
- Montell Jordan – This Is How We Do It

### Best Rap Video
Dr. Dre – Keep Their Heads Ringin’
- Brandy (feat. MC Lyte, Queen Latifah and Yo-Yo) – I Wanna Be Down
- Da Bush Babees – Remember We
- Craig Mack – Flava in Ya Ear
- Public Enemy – Give It Up
- Rappin' 4-Tay (featuring The Spinners) – I'll Be Around

### Best Dance Video
Michael Jackson and Janet Jackson – Scream
- Paula Abdul – My Love Is for Real
- C+C Music Factory – Do You Wanna Get Funky
- Montell Jordan – This Is How We Do It
- Madonna – Human Nature
- Salt-n-Pepa – None of Your Business

### Best Alternative Video
Weezer – Buddy Holly
- The Cranberries – Zombie
- Green Day – Basket Case
- Hole – Doll Parts
- Stone Temple Pilots – Interstate Love Song

### Best Video From a Film
Seal – Kiss from a Rose (aus Batman Forever)
- Bryan Adams – Have You Ever Really Loved a Woman? (aus Don Juan DeMarco)
- Jim Carrey – Cuban Pete (aus Die Maske)
- U2 – Hold Me, Thrill Me, Kiss Me, Kill Me (aus Batman Forever)
- Urge Overkill – Girl, You'll Be a Woman Soon (aus Pulp Fiction)

### Breakthrough Video
Weezer – Buddy Holly
- Green Day – Basket Case
- Michael Jackson and Janet Jackson – Scream
- TLC – Waterfalls

### Best Direction in a Video
Weezer – Buddy Holly (Regie: Spike Jonze)
- Green Day – Basket Case (Regie: Mark Kohr)
- Michael Jackson and Janet Jackson – Scream (Regie: Mark Romanek)
- TLC – Waterfalls (Regie: F. Gary Gray)

### Best Choreography in a Video
Michael Jackson and Janet Jackson – Scream (Choreografen: LaVelle Smith Jnr, Tina Landon, Travis Payne und Sean Cheesman)
- Paula Abdul – My Love Is for Real (Choreografen: Paula Abdul, Bill Bohl und Nancy O’Meara)
- Brandy – Baby (Choreograf: Fatima Robinson)
- Madonna – Human Nature (Choreograf: Jamie King)
- Salt-n-Pepa – None of Your Business (Choreograf: Randy Connor)

### Best Special Effects in a Video
The Rolling Stones – Love Is Strong (Special Effects: Fred Raimondi)
- Björk – Army of Me (Special Effects: BUF)
- Michael Jackson and Janet Jackson – Scream (Special Effects: Kevin Tod Haug, Alexander Frisch, Ashley Clemens, Richard 'Dr.' Baily, Jay Johnson and P. Scott Makela)
- TLC – Waterfalls (Special Effects: Peter Conn and Chris Mitchell)

### Best Art Direction in a Video
Michael Jackson and Janet Jackson – Scream (Art Director: Tom Foden)
- Madonna – Take a Bow (Art Director: Happy Massee)
- Jill Sobule – I Kissed a Girl (Art Director: Kelly Van Patter)
- TLC – Waterfalls (Art Director: Keith Burns)

### Best Editing in a Video
Weezer – Buddy Holly (Schnitt: Eric Zumbrunnen)
- Green Day – Basket Case (Schnitt: Alan Chimenti)
- Michael Jackson and Janet Jackson – Scream  (Schnitt: Robert Duffy)
- Jill Sobule – I Kissed a Girl (Schnitt: Jerry Behrens)
- TLC – Waterfalls (Schnitt: Jonathan Silver)

### Best Cinematography in a Video
The Rolling Stones – Love Is Strong (Kamera: Garry Waller and Michael Trim)
- Boyz II Men – Water Runs Dry (Kamera: Daniel Pearl)
- Green Day – Basket Case (Kamera: Adam Beckman)
- Michael Jackson and Janet Jackson – Scream (Kamera: Harris Savides)
- Stone Temple Pilots – Interstate Love Song (Kamera: Kevin Kerslake)
- TLC – Waterfalls (Kamera: Toby Phillips)

### Viewer’s Choice
TLC – Waterfalls
- Green Day – Basket Case
- Hootie & the Blowfish – Hold My Hand
- Michael Jackson and Janet Jackson – Scream
- Live – Lightning Crashes
- R.E.M. – What's the Frequency, Kenneth?

### International Viewer's Choice Awards

#### MTV Asia
Denada – Sambutlah
- Alisha – Made in India
- Indus Creed – Trapped
- Jetrin – Love Train
- Kim Gun-mo – Betrayed Love

#### MTV Brasil
Os Paralamas do Sucesso (featuring Djavan) – Uma Brasileira
- Barão Vermelho – Daqui por Diante
- Marisa Monte – Segue o Seco
- Nando Reis – Me Diga
- Skank – Te Ver
- Viper – Coma Rage

#### MTV Europe
U2 – Hold Me, Thrill Me, Kiss Me, Kill Me
- Björk – Army of Me
- Clawfinger – Pin Me Down
- The Cranberries – Zombie
- Oasis – Whatever

#### MTV Japan
Chage and Aska – Something There
- Hal from Apollo '69 – Sweet Thing
- The Mad Capsule Markets – HI-SIDE (High-Individual Side)
- Towa Tei – Technova
- TRF – Overnight Sensation

#### MTV Latin America
Café Tacuba – La Ingrata
- Fito Páez – Circo Beat
- Santana – Luz Amor y Vida
- Todos Tus Muertos – Mate
- Los Tres – Déjate Caer

#### MTV Mandarin
Faye Wong – Chess
- Dou Wei – The Black Dream
- Dadawa – Sister Drum
- Tracy Huang – Spring
- Xin Xiao Qi – Understanding

### Michael Jackson Video Vanguard Award
R.E.M.

## Liveauftritte

### Preshow
- Silverchair – Tomorrow/Pure Massacre

### Hauptshow
- Michael Jackson (featuring Slash) – Medley (Don’t Stop ’Til You Get Enough/The Way You Make Me Feel/Scream/Beat It/Black or White/Billie Jean),  Dangerous, You Are Not Alone
- Live – I Alone
- TLC – CrazySexyMedley (Ain't 2 Proud 2 Beg/Kick Your Game/Creep/Waterfalls)
- R.E.M. – The Wake-Up Bomb
- Red Hot Chili Peppers – Warped
- Bon Jovi – Helter Skelter/Something for the Pain (live from Times Square)
- Alanis Morissette – You Oughta Know
- Hootie & the Blowfish – Only Wanna Be with You
- Hole – Violet
- Green Day – Stuck with Me (live from Stockholm)
- White Zombie – More Human than Human

## Auftritte
- Rod Stewart – präsentierte Best Male Video
- Kennedy – trat in einigen Spots auf
- Tim Robbins – kündigte Live an
- Patrick Swayze und Wesley Snipes – präsentierten Best Video from a Film
- Bill Bellamy und Monica Seles – traten in Spots für den Viewer's Choice Award auf
- Lenny Kravitz und Sheryl Crow – präsentierten Best New Artist in a Video
- Chris Hardwick – interviewte den New Yorker Bürgermeister Rudy Giuliani und seine Frau Donna Hanover Giuliani
- The Notorious B.I.G. und Bill Bellamy – präsentierten Best Dance Video
- Kevin Bacon und Liv Tyler – präsentierten Best Direction in a Video
- Grant Hill und Ricki Lake – präsentierten Best R&B Video
- Natalie Merchant – kündigte R.E.M. an
- Kennedy und Claire Danes – traten in Spots für den Viewer's Choice Award auf
- Madonna – präsentierte Best Rap Video
- Mike Tyson – kündigte  Red Hot Chili Peppers an
- Drew Barrymore – präsentierte den Video Vanguard Award
- Seal und Des'ree – präsentierten International Viewer's Choice Award
- VJs Anu Kottoor (Asia), Cuca Lazarotto (Brasil), Ingo Schmoll (Europe), Keiko Yamada (Japan), Alfredo Lewin (Latin America) and Schutze (Mandarin) – präsentierten den Viewer's Choice Award
- George Clooney – präsentierte Best Female Video
- Bryan Adams – präsentierte Viewer's Choice
- Dennis Rodman und Christopher Walken – präsentierten Best Alternative Video
- Bobby Brown und Whitney Houston – präsentierten Video of the Year